# Campo semântico
Campo semântico é um conjunto de palavras unidas pelo sentido. Por exemplo, o campo semântico de mãe inclui: mãe-de-família, mãe-de-santo, mãe solteira, terra-mãe, mãe-d'água,… Deve-se evitar a confusão entre campo semântico e campo associativo ou conceptual, porque este não dá conta das relações linguísticas entre os termos considerados. O campo semântico é, pois, toda a área de significação de uma palavra ou de um grupo de palavras. Se quisermos descrever o campo semântico da palavra luva, por exemplo, incluiremos nele todas as possibilidades semânticas como: luvaria, luveiro, assentar como uma luva, atirar a luva, de luva branca, deitar a luva, macio como uma luva.
Foi Jost Trier que desenvolveu a teoria dos campos semânticos. Não é possível demonstrar que todo o vocabulário esteja coberto por campos semânticos. A teoria dos campos semânticos tem-se concentrado apenas em alguns grupos bem definidos como as cores, as relações de parentesco, as experiências religiosas, etc.
Segundo Stephen Ullman:
| “ | A teoria dos campos fornece um método valioso para abordar um problema difícil mas de crucial importância: a influência da linguagem no pensamento. Um campo semântico não reflecte apenas as ideias, os valores e as perspectivas da sociedade contemporânea; cristaliza-as e perpetua-as também; transmite às gerações vindouras uma análise já elaborada da experiência através da qual será visto o mundo, até que a análise se torne tão palpavelmente inadequada e antiquada que todo o campo tenha que ser refeito. | ” |